# Yance Ford
Yance Ford is een Amerikaans filmregisseur en filmproducent.

## Biografie
Yance Fords ouders verhuisden in de jaren 1960 van de Zuidelijke Verenigde Staten naar Brooklyn, zoals veel Afro-Amerikanen tijdens de Great Migration. In 1972 realiseerden ze hun American Dream en kochten een huis in Central Islip.
Ford studeerde in 1994 af aan het Hamilton College (New York) en vanaf 2002 werkte hij gedurende tien jaar als producent voor de documentaireserie POV voor PBS. In 2011 werd Ford genoemd door het magazine Filmmaker als een van de 25 New Faces of Independent Film. Ford ontving in 2011-2012 de Fledgling Fund Fellowship van de MacDowell Colony. In 2017 werd Ford op nummer 97 geplaatst van de 100 meest invloedrijke Afro-Amerikanen tussen 25 en 45 jaar oud, door het Afro-Amerikaans cultureel magazine The Root.
In 2009 begon Ford met zijn nieuw project, de documentaire Strong Island, over zijn broer William die in 1992 in Central Islip doodgeschoten werd door een blanke automonteur, die nooit veroordeeld werd. De film ging in januari 2017 in première op het Sundance Film Festival en werd uitgebracht door Netflix.
In januari 2018 werd Ford samen met Joslyn Barnes genomineerd voor de Oscar voor beste documentaire. Ford was daardoor de eerste transgender man en eerste transgender regisseur ooit, genomineerd voor een Oscar.

## Prijzen en nominaties
De belangrijkste:
| Jaar | Prijs         | Categorie          | Film          | Uitslag     |
| ---- | ------------- | ------------------ | ------------- | ----------- |
| 2018 | Academy Award | Beste documentaire | Strong Island | Genomineerd |